# Фонвизин, Иван Сергеевич
Иван Сергеевич Фонвизин (1822—1889) — тайный советник, московский губернатор. Внук сенатора П. И. Фонвизина, отец С. И. Фонвизина.

## Биография
Происходил из рода Фонвизиных. Родился 17 (29) мая 1822 года в семье многолетнего предводителя клинского дворянства Сергея Павловича Фонвизина (1783—1860), который считался одним из наиболее влиятельных масонов (в т.ч. в период, последовавший за запретом масонских лож). Мать — Варвара Александровна Давыдова, сестра декабриста Дмитрия Давыдова. Внучатый племянник драматурга Д. И. Фонвизина.
Имел родовые имения не только в Московской губернии, но и в других; всего 30 2790 десятин земли. Кроме этого, за ним числилось 1703 десятины в Рязанской и Тамбовской губерниях и дом №30 на Сивцевом Вражке (до 2004 г. филиал Литературного музея, посвящённый памяти жившего здесь С. Т. Аксакова).
Мать драматурга Фонвизина была из рода Дмитриевых-Мамоновых. Благодаря этому родству сначала Сергей Фонвизин, а потом его сын Иван вошли в число опекунов её племянника графа Дмитриева-Мамонова, объявленного сумасшедшим. При разделе имений графа Фонвизин унаследовал село Пурех; в 1877—1883 годах сдавал «Мамонову дачу» под психиатрическую лечебницу доктора Левенштейна.
Учился в Московском университете, где сблизился с Николаем Толстым — братом Льва Николаевича.; впоследствии состоял с ним в переписке.
С 10 сентября 1841 года был на военной службе:
- Рядовой (1841), унтер-офицер (1841), юнкер (1842) гусарского Его императорского высочества (ЕИВ) герцога Максимилиана Лейхтембергского полка.
- Офицер Нарвского гусарского ЕИВ Великого князя Константина Николаевича полка (1842). Корнет уланского ЕИВ Великого князя Михаила Павловича (1843), уланского ЕИВ Великого князя Михаила Николаевича (1843) полков.
- Поручик (1846), штабс-ротмистр (1848), ротмистр (1850), майор (1854). Адъютант рижского военного, курляндского, лифляндского, эстляндского генерал-губернатора (1846).
- Офицер для особых поручений при А. В. Суворове (1854).
- Полковник (1856) Киевского гусарского ЕИВ князя Николая Максимилиановича (1858), драгунского ЕИВ эрцгерцога Леопольда Австрийского (1858) полков.

После выхода в отставку унаследовал родительскую усадьбу Спас-Коркодино и сменил отца в качестве клинского уездного предводителя дворянства (1859); позднее там же служил почётным мировым судьёй. Чиновник для особых  поручений при московском военном генерал-губернаторе. Надворный (1860), коллежский (1863), статский советник (1865). С 23 апреля 1867 года — действительный статский советник; с 4 апреля 1876 года — тайный советник.

С 20 марта 1864 по 24 сентября 1868 года — московский вице-губернатор, а затем, до 11 сентября 1870 года — губернатор. 
В период губернаторства уделял внимание налаживанию отношений фабрикантов Московской губернии с рабочими. После получения указания генерал-губернатора об особом наблюдении за промышленными местностями предписал городским головам понуждать владельцев фабрик к «устранению поводов к неудовольствию рабочего класса…, так как стачки весьма часто влекут за собой потерю доверия и весьма значительные убытки по приостановлению производства».
Умер 6 (18) ноября 1889 года. Похоронен в Исидоровской церкви Александро-Невской лавры.
В браке с Варварой Ивановной Погониной имел сына Сергея.

## Награды
- орден Св. Анны 3-й ст. (1852)
- орден Св. Владимира 3-й ст. (1866)
- орден Св. Станислава 1-й ст. (1868)